# Prima Lega 2007-2008 (Kuwait)
La Kuwait Premier League 2007-2008 è la 46ª edizione della massima competizione nazionale per club del Kuwait, la squadra campione in carica è l'Al Kuwait Kaifan.

## Classifica
Al 4 aprile 2008
| Pos | Team        | P  | V  | N | P  | GF | GS | DR  | Pts |
| --- | ----------- | -- | -- | - | -- | -- | -- | --- | --- |
| 1   | Kuwait SC   | 16 | 11 | 2 | 3  | 25 | 10 | +15 | 35  |
| 2   | Al-Qadisiya | 16 | 10 | 4 | 2  | 33 | 11 | +22 | 34  |
| 3   | Al-Salmiya  | 16 | 10 | 4 | 2  | 29 | 14 | +15 | 34  |
| 4   | Al-Arabi    | 16 | 8  | 3 | 5  | 25 | 13 | +12 | 27  |
| 5   | Kazma       | 16 | 8  | 3 | 5  | 28 | 18 | +10 | 27  |
| 6   | Al-Tadamon  | 16 | 4  | 4 | 8  | 13 | 26 | -13 | 16  |
| 7   | Al-Naser    | 16 | 4  | 3 | 9  | 16 | 30 | -14 | 15  |
| 8   | Al-Sahel    | 16 | 2  | 2 | 12 | 9  | 32 | -23 | 8   |
| 9   | Al-Jahra    | 16 | 1  | 3 | 12 | 13 | 37 | -24 | 6   |

Legenda:

      Campione del Kuwait e ammessa alla Coppa dell'AFC 2009

      Ammesse alla Coppa dell'AFC 2009

      Retrocessa in Kuwait Second Division 2009-2010

Note:
Tre punti a vittoria, uno a pareggio, zero a sconfitta.